# Granges-sur-Baume
Granges-sur-Baume là một xã trong vùng hành chính Franche-Comté, thuộc tỉnh Jura, quận Lons-le-Saunier, tổng Voiteur. Tọa độ địa lý của xã là 46° 42' vĩ độ bắc, 05° 38' kinh độ đông. Granges-sur-Baume nằm trên độ cao trung bình là 495 mét trên mực nước biển, có điểm thấp nhất là 400 mét và điểm cao nhất là 550 mét. Xã có diện tích 7.93 km², dân số vào thời điểm 1999 là 130 người; mật độ dân số là 16 người/km².

## Thông tin nhân khẩu
| 1962 | 1968 | 1975 | 1982 | 1990 | 1999 |
| ---- | ---- | ---- | ---- | ---- | ---- |
| 119  | 159  | 139  | 144  | 134  | 130  |

## Địa điểm tham quan
Nhà thờ của Granges-sur-Baume được khánh thành năm 1802.